# Варангерфиорд
Варангерфиорд, Варяжки залив (на норвежки: Varangerfiorden) е залив на Баренцево море, край северния бряг на Европа, разположен между руския полуостров Рибачи на югоизток и норвежкия полуостров Варангер на север. Вдава се в сушата на 120 km. Ширина на входа между носовете Кекурски на п-ов Рибачи и Кибергнесет на п-ов Варангер 50 km. Дълбочина до 420 m. Бреговете на Варангерфиорд са предимно скалисти, стръмни и силно разчленени (особено на юг) от множество по-малки заливи и фиорди - Малая Волковая губа (на югоизток, на руска територия), Бьофиорд и др. В източната му част се намират няколсо малки островчета (руска територия), а в южната – големия остров Скугерьоя (норвежка територия). От юг в него се вливат реките Печенга, Патсйоки, Нявдямйоки и др., а от север – Якобселв, Кумагелв и др. Приливите са полуденонощни с височина до 2,2 m. Сама при много сурови зими замръзва във вътрешната си част. На северния му бряг са разположени градовете Вардьо и Вадсьо, а на южния – Киркенес (и трите са в Норвегия).